# 新加坡人权
新加坡人權自1965年新加坡獨立以來規定於《新加坡憲法》中，並包括後續修訂及公投所賦予的權利。這些權利隨著新加坡歷史演變而發展，涵蓋英屬海峽殖民地時期、日佔時期、成為直轄殖民地的階段，以及現今作為主權島國及城市國家的地位。
《新加坡憲法》第14條，特別是第14(1)條，保障新加坡公民的言論與表達自由權、和平集會（不得攜帶武器）權以及結社自由權。作為一個議會民主制國家，新加坡公民亦享有通過自由公平選舉更換政府的民主權利。
新加坡人权一直以来受到国际社会广泛关注，新加坡政府在限制公民权益与压制政治敌对势力方面拥有极大的权力。隨著李光耀辭世，國際特赦組織呼籲新加坡政府重視人民基本自由與人權。

## 司法懲罰

### 生存权与死刑
新加坡实施绞刑。据國際特赦組織组织，从人口数量计算，新加坡有着全世界最高的死刑执行率。但新加坡政府斥责了大赦国际的说法，并否认其采用死刑构成了对人权的践踏。与此同时，政府反对安乐死，且无痛苦致死术并未合法化。
新加坡对触犯一级谋杀罪和携带超过15克高纯度海洛因（二乙酰吗啡）并被认定进行贩毒者执行强制死刑。
理论上反对一切形式之死刑的國際特赦組織表示，从1991年至2003年，在这个人口仅500万的国家已有400名左右的罪犯被处以绞刑。
新加坡政府声称，贩毒是最严重的罪行之一，且该国国土之小以及靠近金三角的特殊地理位置导致其极易受到毒品威胁。同时，政府也称其不会轻易动用死刑，而是只在最严重的案例中实施。其严格政策带来的结果是：不论软毒品（非烈性，如大麻、摇头丸）抑或硬毒品（烈性，如吗啡、冰毒），在新加坡的滥用程度与规模都是最低的。

### 鞭刑
新加坡对50岁以下、身体健康的男性罪犯施行鞭刑，涵盖的违法行为范围很广，多数是严重罪行，例如强奸、贩毒和抢劫，一次庭审最多只能判鞭打24下。司法鞭刑由受特训的监狱署人员在监狱里执行，用一根1.2米长、1.27厘米粗的藤鞭抽打犯人的臀部，另外还有医生在场监督过程。在监狱里服刑的男性囚犯倘若在服刑期间犯下严重罪行，即使之前没被法院判鞭刑，也有可能会被处以鞭刑。一些包括大赦国际在内的国际观察者主张，鞭刑本身就与人权相抵触。签证过期后仍在新加坡境内滞留超过90天的外国劳工至少会被处以强制鞭刑三下、监禁三个月的判决。新加坡政府辩称：由于新加坡始终是非法移民的目的地，此类刑罚这有助于威慑潜在的非法滞留者；1989年之前的一些实例表明，仅仅通过监禁并不足以达到令人满意的威慑效果。其认为长期不离境且不能合法工作的的外国人会造成社会问题并最终犯罪。

### 口香糖
新加坡政府以整潔市容為由，自2004年起全面禁止售賣口香糖（醫療性質口香糖的除外，但需要醫生處方），在街上亂吐口香糖的罰款為新幣500元。

## 無審判羈押

### 内部安全法令
新加坡内务部下属内部安全局之职能在于执行该国的《内部安全法令 (新加坡)》（Internal Security Act，简称ISA）以遏制潜在的间谍活动、国际恐怖主义、针对信仰与种族和谐的威胁以及企图颠覆政权的行为。内部安全法令允许在没有任何正式指控或审判过程的情况下的无限期拘留，一直以来被用于监禁政敌，比如在出狱前已被关押32年却未遭审判的谢太宝。截止2005年，已有36人因内部安全法令而被囚禁。

### 刑事法（临时条款）法令
根據《刑事法（临时条款）法令》，無需審判的拘留措施被用於處理間諜活動、恐怖主義、有組織犯罪及毒品案件。

## 言论、集会与结社自由
新加坡政府限制言论自由和新闻自由并约束其它公民权利与政治权利。有关性、政治、种族与宗教的敏感内容存在广泛的审查。

### 2009年公共秩序法案
《2009年公共秩序法案》规定，户外的公众游行与集会需要警察许可。如果没有取得警方的许可，此类户外集会即被视作非法。不过室内集会则能够自由举行而无须向警察申请许可。在新加坡，唯一不要求警方许可便能举行公众集会的地方是位于芳林公园的演说者之角（效仿伦敦海德公园而设立）。然而，任何人在演说者之角参加或发起抗议活动之前都必须在国家公园局通过在线的方式注册自己的个人信息。同时，演说者之角公园内亦有许多闭路监控设备，这也遭到一些新加坡公民与国会议员的抱怨。

### 新闻自由
政府的压力使得新闻记者进行自我审查。根据大赦国际的数据，新加坡法律在2010年被修订以限制言论与集会自由、并被用于威胁批评家和反对党的活跃分子，当局也开始起诉异议人士。尽管如此，政府批评者以及人权捍卫者依旧在举行公众集会。

### 藐视法庭
2010年，一名叫做亚伦·沙德瑞克的英国记者因发表了有关新加坡司法体系的观点而被控“藐视新加坡法律制度”、犯下中伤法庭罪，最终被判6周有期徒刑并处以罚金20,000新元。

### 1974年新加坡报刊与出版社法
該法規定，報紙的總編輯或擁有人須向相關部長申請許可，方可在新加坡印刷或發行報紙。法案第10條賦予部長權力，任命所有報業公司的管理股東，並監控管理股權的轉讓。此外，管理股東在涉及人事決策的投票中，至少享有66%的多數權。

## 少數族群權利

### LGBT權利
自1938年起，新加坡法律（《新加坡刑事法典》377A节）禁止男性之间的性关系，但1999年以后并未有人因为私下性行为而遭检控。自2009年5月以来，同性恋权益支持者在每年都在芳林公园的演说者之角进行“Pink Dot SG”集会，政府并无干涉。該場集会发挥了重要作用，亦被收录到了美国国务院發布於2010年3月11的2009年人权报告之中。2022年8月21日，新加坡總理李顯龍在年度國慶群眾大會上宣布，政府將廢除《刑事法典》第377节，實質上和法律上皆終止對同性性行為的刑事定罪。2022年11月29日，新加坡國會通過了廢除第377A條的法案。該法案於2022年12月27日獲總統哈莉瑪·雅各布批准，並於2023年1月3日刊登憲報，第377A條自此被正式移除。

### 移工權益
大赦国际称：截止2009年底，新加坡有1/4的人口属于外来移民。
2010年，两名来自缅甸的移民在新加坡工作了11年后，因积极支持缅甸的亲民主运动而被拒绝发放新的工作许可。
2009年的《外国劳工雇佣法案》表明了排斥本国公民成为工人的态度。新加坡為外籍家庭傭工提供基本保障，例如規定標準的工作時數與休息日。若遭遇虐待，外籍傭工可向人力部舉報雇主，經查證屬實者，雇主可能會被處以罰款，甚至面臨監禁。
在两年制雇佣协议的框架下，雇佣本国工人的招聘费曾最高可达工人本身薪酬的40%。至2010年底，新加坡政府依旧拒绝调整招聘费用。2020年，新加坡政府宣布將立法規定由雇主承擔安置費用，作為減少對外籍家庭傭工依賴的措施之一。

## 隱私權
《新加坡憲法》在起草時並未納入對隱私權的保障，而隨後制定的《2012年个人资料保护法令》亦未能保護公民免於政府授權的監控行為。政府進行監聽與監控時，無需事先獲得司法授權；此外，限制官員如何使用個人資料的文件亦屬機密。根據美國國務院2015年的人權報告，執法單位與政府機構被認為擁有龐大的情報蒐集與監控網絡。多數新加坡人普遍意識到政府會監控民眾的電話通話與網際網路使用情況，並且對部分政府批評者進行間接且例行性的檢查。
新加坡資訊通信媒體發展局（IMDA）曾在駭客組織Hacking Team的資料外洩事件中被揭露為其客戶之一。該組織據稱利用間諜軟體分析目標受眾的數位足跡。
國防部則表示，新加坡啟動監控的門檻相對較高，而多數公民也接受了現今的「監控情境」，視其為防範恐怖主義與「自我激進化」的必要措施。據稱，新加坡人已接受與政府之間的社會契約，願意「在獲得基本保障（如安全、教育、財富、安全住房與醫療）的情況下，讓渡部分公民自由與個人權利」給國家。隨著「智慧國」（英語：Smart Nation）計畫推動，政府將從城市生活的各個層面收集與分析大數據以輔助決策，但此舉是否能持續保障個人隱私權，尚屬未知。
2017年11月，政府宣布將於2018年立法要求所有私人執業醫生提交病患資料至名為「國家電子健康紀錄」（NEHR）的中央醫療資料庫。雖然病患可要求其健康紀錄不對醫師或醫療人員開放，但其紀錄仍將被加入並更新於電子系統中。儘管政府聲稱只有相關醫療人員才可存取病患資料，然而已有紀錄顯示，即使設有隱私保護機制，仍發生過來自新加坡境外非法查閱病患紀錄的案例。

## 人口贩卖
美国2009年的人口贩卖报告将新加坡列在了第二类：并未尽足够力量去设法解决人口贩卖的国家。一些女性会被贩卖到新加坡做普通劳工或接受商业化剥削的性工作者。
2020年的人口贩卖报告将新加坡列为第一类，這表示新加坡政府已完全遵守《美國反人口販運法案》（TVPA）的最低標準，因而成為非爭議問題。

## 国际协议
据國際特赦組織，新加坡签署了如下与人权有关的国际协议：
- 《消除对妇女一切形式歧视公约》（CEDAW）
- 《儿童权利公约》（CRC）
  - 2008年武装冲突事件中与《儿童权利公约》有关的可选协议

截止2010年，新加坡未签署以下协议：
- 《公民权利和政治权利国际公约》（ICCPR）
  - 《公民权利和政治权利国际公约》之第二项可选协议，旨在废止死刑
- 《经济、社会及文化权利国际公约》（ICESCR）
- 《消除一切形式种族歧视国际公约》（ICERD）
- 《联合国禁止酷刑公约》
- 《难民地位公约》（1951年）
- 《难民地位公约》（1967年）
- 《关于无国籍人地位的公约》（1954年）
- 《减少无国籍状态公约（英语：Convention on the Reduction of Statelessness）》（1961年）
- 《国际刑事法院罗马规约》

## 国际排名
新加坡於2006年世界自由度排名上，新加坡获得政治自由5分、公民自由4分的评级（最高7分。1分代表最为自由），综合评分为“部分自由”。
2009年，新加坡在无国界记者的世界新闻自由指数所涵盖的175个国家中名列第133位。新加坡的新闻自由度有逐年略微上升的趋势。在180个国家中，该国《新闻自由指数》的排名从2021年的160名提至2024年的126名。
| 新加坡国际政治类排名列表   | 新加坡国际政治类排名列表                 | 新加坡国际政治类排名列表 | 新加坡国际政治类排名列表              |
| 组织                       | 调查                                     | 年份                     | 名次                                  |
| -------------------------- | ---------------------------------------- | ------------------------ | ------------------------------------- |
| 自由之家                   | 公民自由与政治自由（《世界自由度报告》） | 2024                     | 部分自由                              |
| 自由之家                   | 新闻自由（《新闻自由度报告》）           | 2017                     | 第148名（共199个国家），不自由        |
| 无国界记者                 | 新闻自由（《新闻自由指数》）             | 2024                     | 第126名（共180个国家）                |
| 经济学人                   | 民主程度（《民主指数》）                 | 2024                     | 第68名，为有缺陷的民主（共167个国家） |
| 透明国际                   | 腐败程度（《贪污感知指数》）             | 2024                     | 第3名（共180个国家）                  |
| 隐私国际与电子隐私信息中心 | 企业与政府监控下的隐私                   | 2007                     | “地方特有的监控社会”状态              |